# Polidrafter
| Triunghi 30°–60°–90° |

În matematica recreativă, un polidrafter este un tiponim pentru o poliformă având ca formă de bază un triunghi dreptunghic 30°–60°–90°. Un echer de această formă se găsește de obicei în seturile de trasare a schițelor (în engleză draft) în desenul tehnic, de unde provine numele triunghiului (drafter) și al poliformei. Acest triunghi este și jumătate dintr-un triunghi echilateral, iar celulele unui polidrafter trebuie să fie formate din jumătăți de triunghiuri în pavarea triunghiulară a planului. În consecință, atunci când două asemenea triunghiuri au în comun o latură care este jumătate din cele trei laturi ale triunghiului echilateral, unul trebuie să fie o reflexie a celuilalt, nu o rotație a celuilalt. Orice subset contiguu de jumătăți de triunghiuri din această pavare este permisă, astfel încât, spre deosebire de majoritatea poliformelor, un polidrafter poate avea celule unite de-a lungul laturilor inegale: o ipotenuză și o catetă mică.

## Istoric
Termenul „polidrafter” (în engleză polydrafter) a fost inventat de Ed Pegg Jr., care a propus ca sarcină un puzzle în care să fie aranjate cele 14 tridraftere — toate grupurile posibile de trei draftere — într-un trapez cu laturile de 2, 3, 5 și de 3 ori lungimea ipotenuzei unui drafter.

## Polidraftere extinse

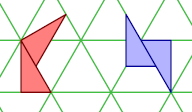
Două didraftere extinse

Un polydrafter extins este o variantă în care celulele drafter nu se pot conforma toate grilei triunghiulare (poliamant). Celulele sunt încă unite la catetele mici sau mari, la ipotenuze și semiipotenuze.

## Enumerare
Ca și poliominourile, polidrafterele pot fi enumerate în două moduri, în funcție de faptul dacă perechile de polidraftere chirale sunt enumerate ca un singur polidrafter sau ca două.
| n | Numele n-polidrafterului | Numărul n-polidrafterelor (reflexiile se numără separat) | Numărul n-polidrafterelor (reflexiile se numără separat) | Numărul n-polidrafterelor libere |
| n | Numele n-polidrafterului | libere                                                   | unilaterale                                              | Numărul n-polidrafterelor libere |
| - | ------------------------ | -------------------------------------------------------- | -------------------------------------------------------- | -------------------------------- |
| 1 | monodrafter              | 1                                                        | 2                                                        | 1                                |
| 2 | didrafter                | 6                                                        | 8                                                        | 3                                |
| 3 | tridrafter               | 14                                                       | 28                                                       | 1                                |
| 4 | tetradrafter             | 64                                                       | 116                                                      | 9                                |
| 5 | pentadrafter             | 237                                                      | 474                                                      | 15                               |
| 6 | hexadrafter              | 1024                                                     | 2001                                                     | 59                               |

Cu două sau mai multe celule, numerele sunt mai mari dacă sunt incluse polidraftere extinse. De exemplu, numărul de didraftere crește de la 6 la 13.